# Baliza de Cabo Rebordiño
La baliza de Cabo Rebordiño es una baliza situada en la península de cabo Rebordiño, en Muros (provincia de La Coruña, Galicia, España). Está gestionada por la autoridad portuaria de Villagarcía de Arosa.

## Estructura
Se trata de una estructura de torre hexagonal blanca y casa blanca, elevada 18 metros sobre el nivel del mar y con 8 metros de altura.